# Lac Mastigou (Matawinie)
Pour les articles homonymes, voir Mastigouche.
Le lac Mastigou est un plan d'eau douce situé dans le territoire non organisé de la Baie-de-la-Bouteille, dans la municipalité régionale de comté (MRC) de Matawinie, dans la région administrative de Lanaudière, au Québec, au Canada.
Dès la seconde moitié du XIXe siècle, la foresterie a été l'activité économique prédominante dans ce secteur. Dès le XXe siècle, les activités récréotouristiques ont été mises en valeur.

## Géographie
D'une longueur de 2,0 km orienté vers le sud-est, le lac Mastigou a une altitude de 422 m. Ce lac constitue un élargissement de la rivière Mastigouche Nord que le courant traverse sur sa pleine longueur. Ce lac aussi les eaux des cours d'eau suivant :
- au nord, les eaux de la décharge du lac Plouf (altitude : 438 m) et du lac de la Sauterelle (altitude : 433) ;
- au nord-est, les eaux de la décharge du lac Grignon (longueur : 0,9 km ; altitude : 424 m) ;
- à l'est, les eaux de la décharge du lac Blanc (longueur : 1,2 km ; altitude : 480 m) ;
- à l'ouest, les eaux du lac Morin (longueur : 1,1 km ; altitude : 506 m), du lac Lichen (altitude : 515 m) et d'un autre lac sans nom (altitude : 518 m) ;
- au nord-ouest, les eaux de la décharge du lac des Nymphes (altitude : 495 m) et du lac Phrygane (altitude : 493 m).

L'embouchure du lac Mastigou est située au sud-est et se déverse dans la rivière Mastigouche Nord.
Les principaux bassins versants voisins sont :
- à l'ouest : la rivière Mastigouche ;
- au nord-est : les lacs Houde et Patoulet qui se déversent dans la "rivière sans Bout" ;
- au sud : la rivière Mastigouche Nord.

## Toponymie
Jadis, ce lac a été désigné populairement "Le Grand Lac" et le "Grand lac Plouf". Ce dernier toponyme faisait contrepartie au "lac Plouf" situé à 1,2 km plus au nord. Ce dernier lac coule vers le sud dans une décharge qui sur son parcours traverse le lac de la Sauterelle et va se déverser dans le lac Mastigou.
Le terme "Mastigou" est un diminutif de "Mastigouche".
Le toponyme "lac Mastigou" a été officialisé le 5 décembre 1968 à la Banque des noms de lieux de la Commission de toponymie du Québec.